# 飯田村 (静岡県庵原郡)
飯田村（いいだむら）は静岡県の中部、庵原郡に属していた村である。
現在の静岡市清水区西部、山原川下流域、東名高速道路清水インターチェンジの西側一帯にあたる。

## 地理
- 河川：巴川、山原川

## 歴史
- 1889年（明治22年）4月1日 - 町村制の施行により、西久保新田［大部分］、高橋村、山原村、蜂ヶ谷村、石川村、下野村、西久保村［一部］が合併して発足。
- 1954年（昭和29年）2月11日 - 清水市に編入。同日飯田村廃止。
- 2003年（平成15年）4月1日 - 清水市が静岡市と合併し、改めて静岡市が発足。
- 2005年（平成17年）4月1日 - 静岡市が政令指定都市に移行し、旧村域は清水区となる。